# Tetanie
Tetanie is een motorische aandoening, waarbij spieren willekeurig worden samengetrokken.

## Beschrijving
Men spreekt van tetanie wanneer de zenuwen en spieren samenspannen.
De Franse arts Armand Trousseau heeft onderzoek gedaan naar de aandoening. Hij ontwierp een test om uit te zoeken of er sprake is van tetanie.

## Oorzaken
- Calciumtekort in extracellulaire vloeistof
- Het slecht werken van de bijschildklier
- Een laag gehalte van koolstofdioxide zoals bij hyperventilatie
- Een tekort aan magnesium
- De bacterie Clostridium tetani kan ook leiden tot tetanie.

## Symptomen
- Tintelingen
- Spasmen
- Krampen